# Jan Kacprzak (sędzia)
Jan Zbysław Kacprzak (ur. 18 sierpnia 1941 w Białobrzegach) – polski prawnik, sędzia Naczelnego Sądu Administracyjnego, zastępca przewodniczącego Państwowej Komisji Wyborczej.

## Życiorys
Syn Jana i Genowefy. Ukończył studia prawnicze na Wydziale Prawa i Administracji Uniwersytetu Warszawskiego. W latach 1964–1966 odbył aplikację sądową, w 1966 otrzymał nominację asesorską i rozpoczął orzekanie w Sądzie Powiatowym w Pułtusku. W 1968 powołany na sędziego sądu powiatowego, do 1973 kierował Sądem Powiatowym w Makowie Mazowieckim, orzekając w nim w sprawach cywilnych. Przez kolejne dwa lata stał na czele Sądu Powiatowego w Grójcu, gdzie został także przewodniczącym wydziału cywilnego. W latach 1975–1985 był wiceprezesem Sądu Wojewódzkiego w Płocku i przewodniczącym wydziału cywilnego tego sądu.
Od 1985 sędzia Naczelnego Sądu Administracyjnego, orzekał w Izbie Gospodarczej. Od 1995 pełnił funkcję dyrektora Biura Orzecznictwa w NSA. Od 2003 był pełnomocnikiem ds. organizacji Wojewódzkiego Sądu Administracyjnego w Warszawie, w latach 2004–2006 wykonywał obowiązki prezesa stołecznego WSA. W 2011 przeszedł w stan spoczynku.
Od 1990 był członkiem Państwowej Komisji Wyborczej, od sierpnia 2000 przez około dziesięć lat pełnił funkcję zastępcy przewodniczącego PKW. Został również wykładowcą na podyplomowym studium z zakresu samorządu terytorialnego i rozwoju lokalnego na UW. Brał udział w pracach legislacyjnych nad ustawą o Najwyższej Izbie Kontroli i nad reformą sądownictwa administracyjnego.

## Odznaczenia
Odznaczony Srebrnym i Złotym Krzyżem Zasługi oraz Krzyżem Kawalerskim (2005) i Krzyżem Komandorskim (2011) Orderu Odrodzenia Polski.